# Килия
Килия (или келия, когато се отнася за монах) (на гръцки: κελλίον, множ. -ία, κέλλα; на латински: сеllа – стая) е жилищно помещение за монаси или затворници.
В православните манастири килиите са монашески жилища с минимални вътрешни удобства: стол, маса, легло или нар, полица за книги, иконостас. Манастирската традиция предполага, че през цялото време, в което монасите не са заети с манастирските си задължения и служби, те се намират в килиите си, където се отдават на молитви и четене на духовни книги. По правило в монашеските килии е забранен достъпът на външни лица и жени.
В Атонската Света гора килии също се наричат и отделни постройки, състоящи се от няколко помещения, обикновено с храм, разположени върху земята на даден манастир и явяващи се негова собственост. Килията се предоставя за пожизнено ползване на заселилия се в нея монах. Този монах е подчинен на игумена на манастира, но може да завещае ползването и след смъртта си на свой ученик-монах, ако има такъв, който в този случай заема неговото място. Килиите могат да бъдат и общи, но числеността на монасите в тях не може да надвишава 20 души.